# Sounds
A Sounds angol zenei szaklap volt, amely 1970 és 1991 között jelent meg. A korai időkben a lap közepén elhelyezett nagyméretű poszterei miatt volt kedvelt (kezdetben fekete-fehérben, 1971-től színesben), később nagy figyelmet fordítottak a heavy metal (különösen a NWOBHM) és a frissen kialakult Oi! stílusokra. Az elsők között reagáltak a punkzene, később a britpop és a grunge kialakulására.
Miután az anyavállalata eladta a címet, a Sounds 1991-ben megszűnt (ugyanazon a héten, amikor a Record Mirror is megszűnt). A magazin örökségének tekinthető a Kerrang! című lap, amelyet még 1981-ben hoztak létre az újság kiegészítéseként, főleg a keményebb stílusokra koncentrálva – és amely a mai napig létezik.